# Dictionary of Greek and Roman Biography and Mythology
Dictionary of Greek and Roman Biography and Mythology (Dicionário Biográfico e Mitológico Greco-Romano) é um dicionário biográfico e enciclopédia de 1849 (publicado originalmente em 1844 no Reino Unido).
Editado por William Smith, o dicionário abrange três volumes e 3.700 páginas. É uma obra clássica da lexicografia do século XVIII, juntamente com o Dictionary of Greek and Roman Antiquities (Dicionário de Antiguidades Greco-Romanas) e o Dictionary of Greek and Roman Geography (Dicionário de Geografia Greco-Romana), do mesmo Smith.
A obra lista trinta e cinco autores, além do editor, que também escreveu algumas definições e artigos; estes autores eram acadêmicos classicistas, principalmente de Oxford, Cambridge, da Rugby School e da Universidade de Bonn, com mais alguns poucos de outras instituições. Diversos dos verbetes sobre mitologia são de autoria do expatriado alemão Leonhard Schmitz, que ajudou a popularizar o academicismo clássico alemão na Grã-Bretanha.
Com relação a biografias, Smith tinha a intenção de ser abrangente; no prefácio, escreveu:
"Os artigos biográficos nesta obra incluem o nome de todas as pessoas de alguma importância que tenham aparecido nas obras de escritores gregos e romanos, desde os tempos mais antigos até a extinção do Império Ocidental, no ano 476 de nossa era, e a extinção do Império Oriental com a captura de Constantinopla pelos turcos no ano de 1453."
Diversas das definições e artigos do Dicionário foram citados em obras mais recentes, e o escritor britânico Robert Graves foi acusado de se apropriar diretamente - sem sequer checá-las - de algumas destas referências, em especial as de aparência mais impressionante, ao escrever sua obra The Greek Myths (Os Mitos Gregos). A obra atualmente está em domínio público, disponível em diversos sites na Internet. Embora boa parte de seu conteúdo ainda seja confiável (afinal o texto citado permanece o mesmo), falta-lhe muito conteúdo, especialmente em vista das descobertas mais recentes, como a Constituição dos Atenienses, de Aristóteles, a decifração do Linear B e outros materiais epigráficos; seu problema mais sério, no entanto, talvez seja o contexto no qual as evidências antigas eram vistas, que mudou muito desde então.

## Divisão da obra
A obra foi dividida em volumes para sua publicação, em 1867, pela empresa Little, Brown, and Company, de Boston, no estado americano de Massachusetts. Editada por William Smith LL.D., a publicação saiu em três volumes.:
- Vol. I : Abaeus - Dysponteus
- Vol. II : Ea'rinus, Fla'vius - Nyx
- Vol. III : Oarses - Zygia and Zygius